# 高倉永佳
高倉 永佳（たかくら ながよし、1962年（昭和37年）11月4日 - ）は、日本の被服学者。実践女子大学名誉教授。高倉家の第24代当主。衣紋道の高倉流26世宗家。学習院大学文学部卒業。兵庫県川西市出身。

## 経歴
兵庫県川西市出身。医師である高倉永政の長男として生まれた。
学習院大学文学部を卒業後、衣紋道の高倉流26世宗家に就任し、2019年（令和元年）10月22日に今上天皇の即位礼正殿の儀の際には皇后雅子の十二単の指導に当たった。
2020年（令和2年）にはパリ日本文化会館にて「源氏物語と日本文化」の展示会の演出を自身が名誉教授を務める実践女子大学とともに手がけた。

## 論文
- 「高倉家蔵 後伏見院宸筆装束抄」（実践女子大学文芸資料研究所年報、2019年3月28日）
- 「『源氏物語』『源氏物語絵巻』を基盤として・重袿」（2021年12月）